# Rosefline Chepngetich
Rosefline Chepngetich (Kenia, 17 de junio de 1997) es una atleta keniana especializada en la prueba de 2000 m obstáculos, en la que consiguió ser campeona mundial juvenil en 2013.

## Carrera deportiva
En el Campeonato Mundial Juvenil de Atletismo de 2013 ganó la medalla de oro en los 2000 m obstáculos, con un tiempo de 6:14.60 segundos, por delante de su paisana keniana Daisy Jepkemei y de la etíope Weynshet Ansa.